# Dannell Ellerbe
Dannell Ellerbe (Hamlet, 29 novembre 1985) è un giocatore di football americano statunitense che milita nel ruolo di linebacker per i Philadelphia Eagles della National Football League (NFL).

## Carriera professionistica
Dopo avere giocato al college a football per i Georgia Bulldogs, Ellerbe firmò come free agent dopo non essere stato scelto nel draft NFL 2009 con i Baltimore Ravens, disputando una stagione da rookie positiva: anche se partì come titolare in sole tre gare fece registrare 41 tackle e un intercetto che ritornò per 28 yard nella vittoria della settimana 17 contro gli Oakland Raiders.
Nella sua seconda stagione mise a segno 31 tackle e il suo primo sack. Nel 2011, Ellerbe giocò 9 gare, tre delle quali come titolare a causa dell'infortunio di Ray Lewis, terminando con 19 tackle. A fine stagione firmò un contratto annuale del valore di 1.927 milioni di dollari coi Ravens.
Il 9 novembre 2012, Ellerbe fu multato di 10.000 dollari per un colpo inflitto al running back dei Cleveland Browns Trent Richardson nella settimana 9. La sua stagione si concluse con i primati in carriera di tackle (92), sack (4,5) e passaggi deviati (2) in 13 partite, sette delle quali come titolare. Il 3 febbraio 2013, Ellerbe partì come titolare nel Super Bowl XLVII guidando la squadra con nove tackle nella vittoria dei Ravens sui San Francisco 49ers per 34-31, laureandosi per la prima volta campione NFL.

### Miami Dolphins
Il 12 marzo 2013, Ellerbe firmò come free agent coi Miami Dolphins.

### New Orleans Saints
Il 13 marzo 2015, Ellerbe fu scambiato con i New Orleans Saints assieme a un terzo giro del Draft 2015 per Kenny Stills.

### Philadelphia Eagles
Il 12 novembre 2017, Ellerbe firmò con Philadelphia Eagles.

## Palmarès
- Super Bowl : 2

Baltimore Ravens: Super Bowl XLVII
Philadelphia Eagles: LII
- American Football Conference Championship: 1

Baltimore Ravens: 2012
- National Football Conference Championship: 1

Philadelphia Eagles: 2017